# Os oracular

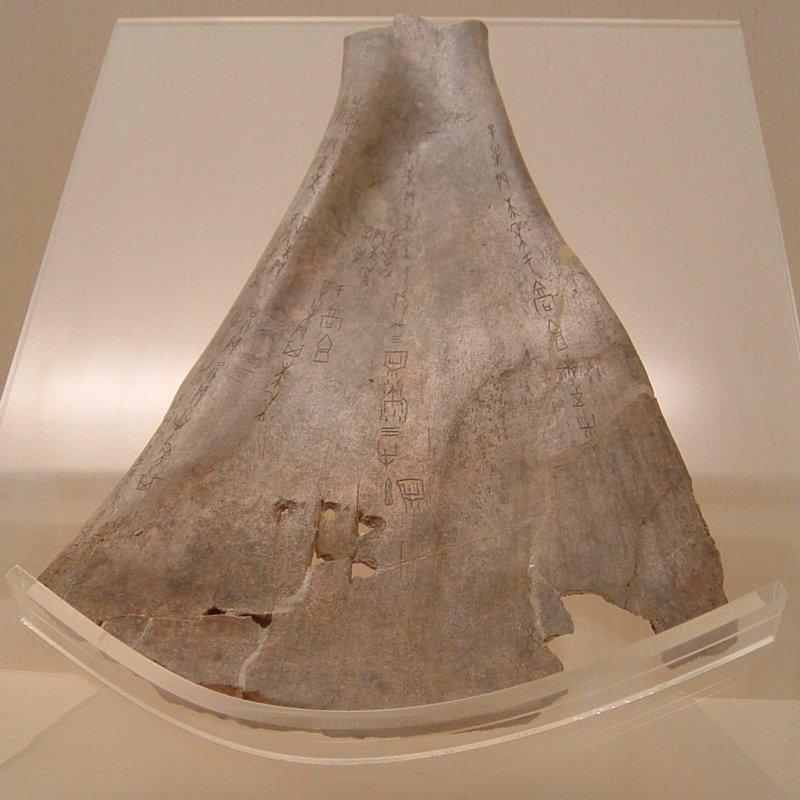
Os oracular de la dinastia Shang al Museu de Xangai

Els ossos oraculars (xinès: 甲骨; pinyin: jiǎgǔ) són trossos d'os d'escàpules de bòvids o bé dels plastrons de tortugues usats per a l'endevinació en la Xina antiga des de l'edat de bronze. El seu auge és durant la dinastia Shang, i el declivi arriba en l'època de la dinastia Zhou, en què s'imposa la placa de bronze com a mitjà de les endevinacions, així com l'endevinació amb de milfulles. Majorment, es feien servir en rituals d'endevinació piromàntica.
Es tracta dels inicis de l'escriptura xinesa, la forma més antiga dels caràcters xinesos que conservem avui dia. L'arc cronològic d'aquest suport d'escriptura va des del segle XIV  fins a mitjan s. XI aC. La major part dels exemplars provenen dels jaciments de l'actual ciutat d'Anyang, l'antiga capital de la dinastia Shang, aleshores anomenada Yin.

## Procés d'endevinació
Els ossos eren inscrits amb una frase en positiu i, a l'altre costat, el mateix text en negatiu. Es practicaven uns orificis que eren escalfats fins que es clivellaven, i un especialista en el ritual procedia a la interpretació de les clivelles per poder donar una resposta.

## Descobriment

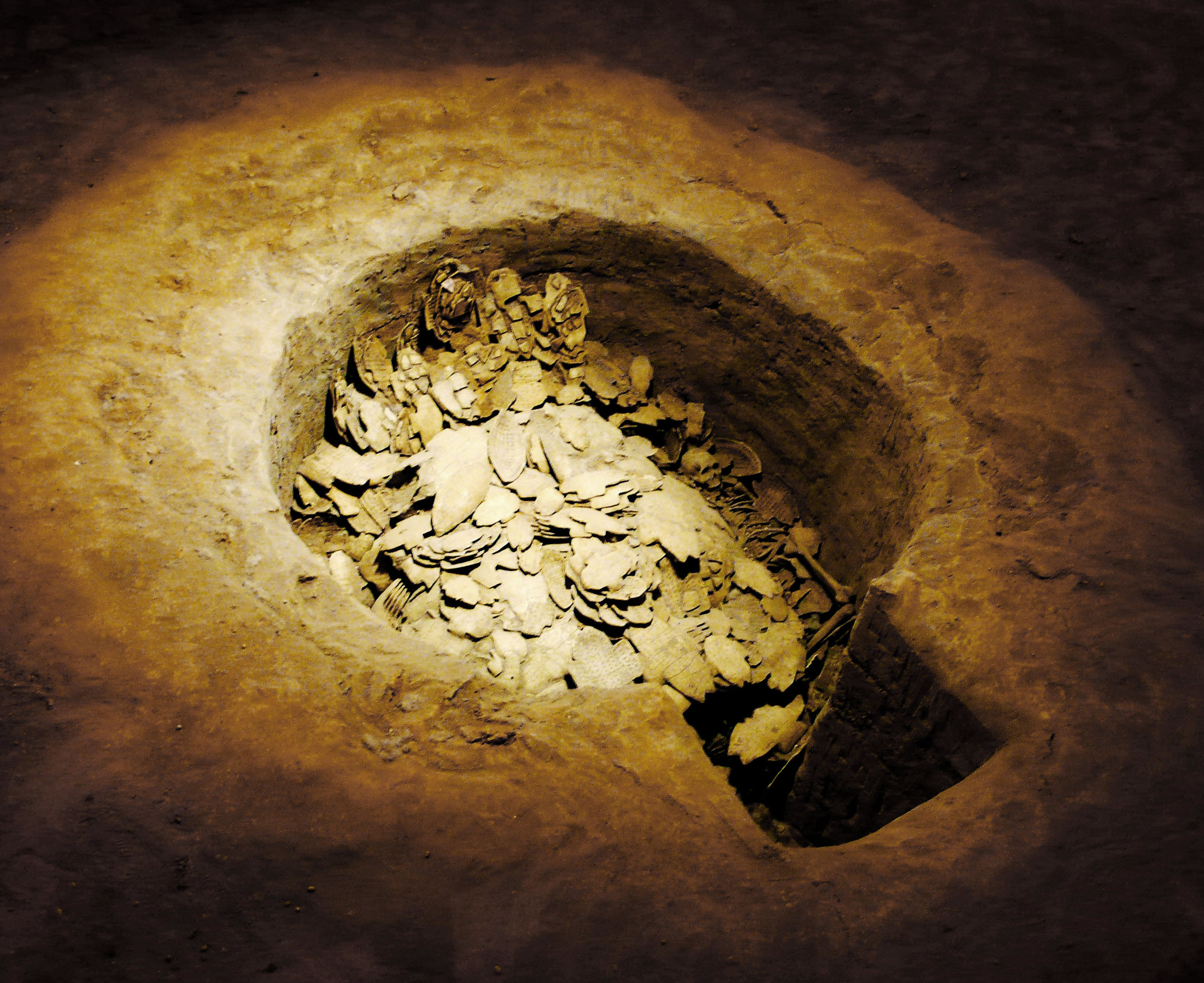
Fossa YH127, jaciment de Yinxu, (Anyang)

Val a dir que es té constància de troballes d'ossos oraculars, almenys des de la dinastia Han. Aquestes eren, però, descobertes menors fetes per pagesos i mai havien atret prou l'atenció per a dedicar-hi esforços en forma d'una campanya arqueològica exhaustiva.
El descobriment dels ossos oraculars el 1899, per mà de Wang Yirong, va ser un esdeveniment molt important en l'estudi de la història de la Xina, tant per ser el corpus més antic de l'escriptura xinesa com per confirmar l'existència de la dinastia Shang, dinastia fins aleshores considerada llegendària perquè no es podia documentar.
Després de dècades de prospeccions menors i furts, el 1928 s'inicià l'excavació oficial de la mà de l'Acadèmia Sínica, organisme oficial dedicat a les campanyes arqueològiques. La campanya es perllongà fins al 1937 i es trobaren uns 20.000 ossos. Actualment, aquest institut de recerca es troba a Taiwan, on es conserva una part important d'aquests materials. També hi ha dedicat molts esforços l'Institut d'Arqueologia de la RPX (en xinès, 中国社会科学院考古研究所) que pertany a l'Acadèmia Xinesa de Ciències Socials.